# 제24회 서울독립영화제
제24회 서울독립영화제는 1998년 10월 26일에 열린 시상식이다.

## 수상 및 후보

### 심사위원상
- 마릴린 먼로의 초상 - 마대윤 수상

### 네이버상
- 유리천정 - 권용국 수상

### 코닥상
- 비창 - 윤용훈 수상

### 감독상
- 집으로 가는 길 - 김지현 수상

### 장려상
- 페르소나 - 최금학 수상
- 지구에 소년이 살고 있다 - 모지은 수상
- 테레비, TV, 텔레비전 - 송정엽 수상
- 진희와 다미 - 이종언 수상
- 가상살인 - 염석진 수상
- 뺑도나스 - 신한솔 수상
- 진선미 뷰티살롱 - 김희연 수상
- 빵가게 습격 - 홍유리 수상
- 고요한 아침을 꿈꾸며 - 민경원 수상
- 거울 - 권기환 수상
- 귀향 - 최우진 수상
- 학교 다녀왔습니다 - 정권재 수상
- 계속되는 기억 - 이동하 수상
- 창 - 신동호 수상
- 원격조정 - 임진순 수상